# Sensation

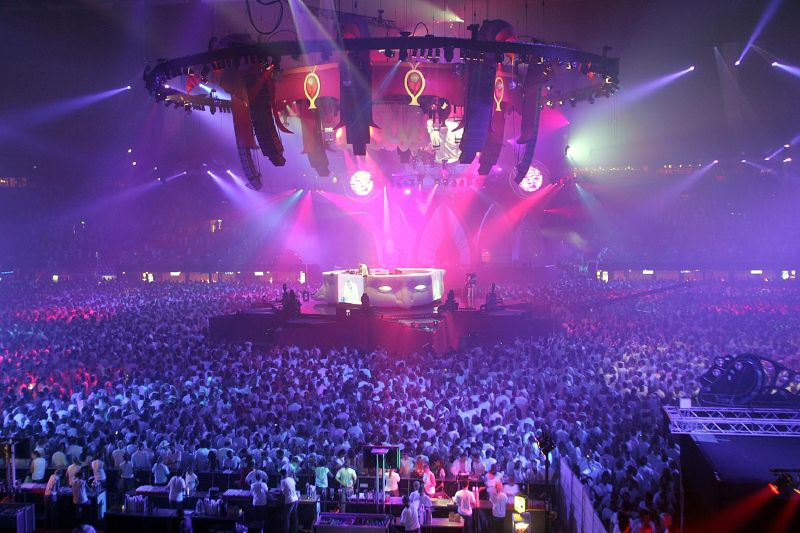
Sensation z 2006

Sensation – cykl masowych imprez muzycznych.

## Historia
Organizatorem cyklu jest holenderska agencja muzyczna ID&T, kierowana przez Duncana Stutterheima. Pierwsza impreza pod hasłem Sensation White odbyła się 1 lipca 2000 w Amsterdamie i zgromadziła ok. 20 tys. uczestników.
Główna impreza odbywa się w Amsterdamie w Holandii na stadionie Ajaxu – Amsterdam ArenA.
Od 2005 roku impreza odbywa się również poza granicami Holandii. Jako pierwsze do grona państw goszczących cykl dołączyły Niemcy i Belgia w 2005. Od 2006 impreza odbywa się w Polsce.
W roku 2009 z przyczyn organizatora event zmienił miejsce, obecnie odbywa się w ETHIAS ARENA w mieście Hasselt (Limburg) w Belgii.
Na imprezach Sensation wykorzystywane są najnowsze osiągnięcia techniki obrazu i dźwięku. Charakterystyczne dla tych imprez są dziesiątki laserów, świateł, sztucznych ogni. Stosowane są telebimy, rzutniki, stalowe konstrukcje ważące po kilkanaście ton. Do organizacji tego przedsięwzięcia zatrudniana jest setka osób, zarówno od strony technicznej jak i artystycznej.
Cykl składa się z dwóch części: Sensation White i Sensation Black. Sensation Black odbywa się zawsze tydzień po Sensation White w identycznym miejscu.

## Sensation White
Sensation White jest adresowane do fanów muzyki z kręgu elektronicznej muzyki tanecznej (minimal, trance i house). Od 2001 na imprezie obowiązuje biały strój.
Na imprezach Sensation White występowali m.in.:
- Armin van Buuren
- Tiësto
- Ferry Corsten
- Markus Schulz
- Eric Prydz
- David Guetta
- ATB
- Marco V
- Rank 1
- Sander Kleinenberg
- Carl Cox
- Erick E
- Erick Morillo
- Paul van Dyk
- Fedde le Grand
- Sander van Doorn
- Martin Solveig
- Laidback Luke
- Steve Angello
- Sebastian Ingrosso
- Felix da Housecat
- Johan Gielen
- Dj Jean
- Marcel Woods
- Tocadisco
- Mr. White
- Muzzaik
- Swedish House Mafia

## Sensation Black
Na Sensation Black najlepsi DJ-e świata grają hardstyle, hard trance, i hardcore. Jednoczy w jednym miejscu i czasie  ok. 40 000 ludzi. Odbywał się w Amsterdamie w Holandii na stadionie Ajaxu – Amsterdam ArenA.
Cechą charakterystyczną imprez Sensation Black jest czarny ubiór uczestników.
Na Sensation Black grali tacy DJ-e jak:
- Mauro Picotto
- Lady Dana
- Chris Liebing
- DJ Promo
- The Prophet
- Luna
- Catscan
- Showtek
- Kai Tracid
- Yves Deruyter
- Technoboy
- Zany
- Headhunterz
- Takkyū Ishino

## Hymny
- 2002 The Rush – The Anthem 2002 (Lady Dana Remix)
- 2003 Ricky Fobis – No Regular
- 2004 Luna – Mindspace
- 2005 The Rush & Thalamus – Shock Your Senses
- 2006 [ brak hymnu]
- 2007 Black Identity – Blckr Thn Blck
- 2008 Showtek – Black
- 2010 Max Enforcer feat. The Rush – Fade To Black
- 2011 The Prophet – Pitch Black
- 2012 The Prophet – Reflections Of Your Darkside